# Oman op de Olympische Zomerspelen 2020
Oman nam deel aan de Olympische Zomerspelen 2020 in Tokio, Japan. Er werden geen medailles gewonnen.

## Atleten
Hieronder volgt een overzicht van de atleten die zich kwalificeerden voor deelname aan de Olympische Zomerspelen 2020.
| sport         | mannen | vrouwen | totaal |
| ------------- | ------ | ------- | ------ |
| Atletiek      | 1      | 1       | 2      |
| Gewichtheffen | 1      | 0       | 1      |
| Schietsport   | 1      | 0       | 1      |
| Zwemmen       | 1      | 0       | 1      |
| totaal        | 4      | 1       | 5      |

### Atletiek
Mannen
Loopnummers
| atleet            | onderdeel | series | series | kwartfinale | kwartfinale | halve finale   | halve finale   | finale         | finale         |
| atleet            | onderdeel | tijd   | rang   | tijd        | rang        | tijd           | rang           | tijd           | rang           |
| ----------------- | --------- | ------ | ------ | ----------- | ----------- | -------------- | -------------- | -------------- | -------------- |
| Barakat Al-Harthi | 100 m     | 10,27  | 1 Q    | 10,31       | 7           | niet geplaatst | niet geplaatst | niet geplaatst | niet geplaatst |

Vrouwen
Loopnummers
| atleet          | onderdeel | series | series | kwartfinale    | kwartfinale    | halve finale   | halve finale   | finale         | finale         |
| atleet          | onderdeel | tijd   | rang   | tijd           | rang           | tijd           | rang           | tijd           | rang           |
| --------------- | --------- | ------ | ------ | -------------- | -------------- | -------------- | -------------- | -------------- | -------------- |
| Mazoon Al-Alawi | 100 m     | 12,35  | 6      | niet geplaatst | niet geplaatst | niet geplaatst | niet geplaatst | niet geplaatst | niet geplaatst |

### Gewichtheffen
Mannen
| atlete                 | onderdeel | trekken | trekken | stoten | stoten | totaal | rang |
| atlete                 | onderdeel | score   | rang    | score  | rang   | totaal | rang |
| ---------------------- | --------- | ------- | ------- | ------ | ------ | ------ | ---- |
| Amur Salim Al-Khanjari | -81 kg    | 140     | 12      | 177    | 13     | 317    | 10   |

### Schietsport
Mannen
| atleat               | onderdeel               | kwalificaties | kwalificaties | finale         | finale         |
| atleat               | onderdeel               | punten        | rang          | punten         | rang           |
| -------------------- | ----------------------- | ------------- | ------------- | -------------- | -------------- |
| Hamed Said Al-Khatri | 50 m geweer 3 houdingen | 1148          | 35            | niet geplaatst | niet geplaatst |

### Zwemmen
Mannen
| atleet        | onderdeel        | series | series | halve finale   | halve finale   | finale         | finale         |
| atleet        | onderdeel        | tijd   | rang   | tijd           | rang           | tijd           | rang           |
| ------------- | ---------------- | ------ | ------ | -------------- | -------------- | -------------- | -------------- |
| Issa Al-Adawi | 100 m vrije slag | 51,81  | 53     | niet geplaatst | niet geplaatst | niet geplaatst | niet geplaatst |